# Philippe Curbelié
Philippe Curbelié, né le 13 août 1968 à Neuilly-sur-Seine, est un prélat catholique français, actuel sous-secrétaire du dicastère pour la Doctrine de la foi.

## Biographie
Il est ordonné prêtre pour le diocèse de Toulouse le 30 avril 1995. Il est ensuite diplômé d'une licence de philosophie et d'un doctorat en théologie dogmatique à l'université pontificale grégorienne. 
Il est vicaire de paroisse dans le diocèse de Toulouse puis directeur spirituel du séminaire Saint-Cyprien et du séminaire universitaire Pie XI de l'Institut catholique de Toulouse, dont il est le doyen de la Faculté de théologie de 2009 à 2012 et où il enseigne la théologie dogmatique. En parallèle, il est aussi membre du conseil de gouvernance de l'Agence du Saint-Siège pour l'évaluation et la promotion de la qualité des universités et facultés ecclésiastiques.
Entre 2012 et 2022, il travaille au dicastère pour la Culture et l'Éducation, où il est chef de bureau à partir de 2014.
Il est le postulateur de la cause en béatification de Pauline Jaricot.
Le 6 juillet 2022, il est nommé sous-secrétaire du dicastère pour la Doctrine de la foi par le pape François. Le 29 juillet 2024, le pape l'élève à la dignité archiépiscopale et lui confère le titre d'archevêque titulaire d'Utique (de). Son ordination a lieu le 28 septembre 2024 en la basilique Saint-Pierre de Rome en présence du cardinal Víctor Manuel Fernández, préfet de la Congrégation pour la doctrine de la foi, de Dermot Farrell (en), archevêque métropolitain de Dublin et de Guy de Kerimel, archevêque métropolitain de Toulouse.

## Publications
- Con Maria nei Giardini Vaticani. Un percorso culturale e spirituale, avec Francisco Froján (es) et Waldemar Turek (Città del Vaticano : Edizioni Musei Vaticani, 2022)
- La justice dans "La cité de Dieu" (Paris : Institut d'études augustiniennes, 2004)